# Jardim do Seridó
Jardim do Seridó é um município brasileiro no interior do estado do Rio Grande do Norte. Localiza-se a sudoeste da capital do estado, distanciando desta 242 km. Ocupa uma área de 367,645 km² e sua população estimada em 2024 foi de 11 952 habitantes, conforme o Instituto Brasileiro de Geografia e Estatística, sendo então o quinquagésimo primeiro mais populoso do estado.
Localizada entre o Planalto da Borborema e a Chapada do Apodi, o município tem uma temperatura média anual de 27,5 °C e a caatinga é a vegetação predominante. O seu Índice de Desenvolvimento Humano (IDH) é de 0,722, considerando como médio pelo Programa das Nações Unidas para o Desenvolvimento (PNUD),  sendo então o décimo melhor do estado.

## História
No final do século XVII, com o objetivo específico de reprimir a volta dos índios Cariris, uma expedição chegou ao território, marcando a presença do homem branco em área indígena. O povoamento da região só ocorreu algum tempo depois com a chegada de Antônio Azevedo Maia, nos idos de 1770, que tornou-se o novo proprietário da fazenda que comprou ao Sargento Mor Alexandre Nunes Matos e deu-lhe o nome de fazenda Conceição.
Ao falecer em 1822, Antônio Azevedo Maia deixou uma grande descendência e nessa época a comunidade Conceição já estava alcançando desenvolvimento de vila. Em abril de 1853, foi instalada uma escola e em 1856 passou a ser freguesia de Nossa Senhora da Conceição.
Desmembrado de Acari, em 1 de setembro de 1858, pela Lei nº 407, o povoado de Conceição passou a município com a denominação Jardim, em virtude da existência de um belo jardim cultivado pelo Capitão Miguel Rodrigues Viana.
Em 27 de agosto de 1874, de acordo com a Lei nº 703, para diferenciar de Jardim de Angicos, o município passou a ser chamado de Jardim do Seridó.

## Demografia

### Composição étnica
Jardim do Seridó é a 9º município do nordeste com a maior porcentagem de brancos, onde 65,32%
da população se declara branca. Os fortes traços de influência europeia da população jardinense do seridó fez com que os habitantes recebessem a alcunha de galegos, que era utilizado para designar as pessoas mais claras que vieram majoritariamente de norte de Portugal e da fronteira galega na Espanha, principalmente da região do vale do Minho (região de onde nasceu o pai do fundador da cidade), seguida das regiões de Açores, Estremadura, Douro e Trás-os-Montes, onde eram chamados de patrões-marinheiros, em referência a viagem marítima de Portugal ao Brasil; mas Jardim do Seridó ainda foi povoada por migrantes de Pernambuco (Goiana e Igarassu) e Paraíba. No entanto acredita-se que parte da população branca tenha ascendência judia sefardita,oriunda da Península Ibérica, chamados de Cristãos-Novos, pois foram forçados a conversão ao catolicismo, sendo isso ainda motivo de estudos. A presença de negros africanos, apesar de limitada, é muito forte culturalmente na região, onde fundaram a Irmandade dos Negros do Rosário. Os indígenas nativos da região eram originários das famílias tarairiú (janduí) e cariri, onde se dividiam em cinco grupos: canindés, Jenipapos, sucurus, cariris e pegas. Atualmente, não existem mais índios puros na região, pois foram exterminados durante a ocupação branca por guerras e doenças, restando apenas mestiços. Jardim do Seridó é muito conhecida por sua população apresentar basicamente quatro sobrenomes: Azevedo, Araújo, Medeiros e Dantas.

### Religião
A grande maioria da população se declara Católica Apostólica Romana, contabilizando 96,53
% dos habitantes.  0,63% da população é evangélica de origem pentecostal, que seguem a Igreja Assembleia de Deus (0,63%). Seguida dos evangélicos de missão - 0,47%, que se dividem em Presbiterianos (0,37%), Batista (0,11%). Os evangélicos  sem vínculo institucional somam 0,19%. Entre as minorias temos os Testemunhas de Jeová (0,19%) e os Espíritas (0,26%). Ainda 1,58% dos jardinenses do seridó declaram não seguir nenhuma religião.

## Economia
Com uma economia diversificada, o Município possui algumas atividades econômicas caracterizadas por uma produção incipiente voltada apenas para o mercado interno, exemplo da agropecuária, da pesca, do extrativismo vegetal e à silvicultura.
A indústria, também diversificada, vem ampliando sua linha de atuação em: cerâmicas, oficinas de ferro, fábricas de móveis, fábricas de calçados, fábricas de caixas de papelão, padarias, serviço público, facções (Fábricas de produção de vestimentas), conta com a Empresa Café Ícla, supermercados e entre outros, incrementando a exportação econômica do Município.
O comércio vem se modernizando e juntamente com os serviços públicos ameniza o problema da mão-de-obra desocupada. O setor hoteleiro está sendo ampliado, além do Conceição Palace Hotel cresce o número de pousadas e de edifícios destinados a aluguel de apartamentos.

## Infraestrutura

### Transporte
A frota municipal no ano de 2010 era de 2 830 veículos, sendo 1 396 motocicletas, 737 automóveis, 298	 motonetas, 156 caminhonetes, 123 caminhões,  45 ônibus, 34 camionetas, 19 micro-ônibus e 6 caminhões-trator. Outros tipos de veículos incluíam 13 unidades.[22]
Por não possuir rios em abundância, o município não possui muita tradição no transporte hidroviário. Jardim do Seridó também não é cortada por ferrovias em seu território. O município conta com um aérodromo, localizado cerca de 7 km da sede do município que é capaz de receber aviões de pequeno porte. O aeroporto com voos regulares mais próximo de Jardim do Seridó é o Aeroporto de Campina Grande, que dista cerca de 160 km da cidade seguindo pela rodovia estadual a RN-088. Nas margens da rodovia BR-427, a única rodovia que corta a cidade, está localizada a rodoviária municipal, que conta com rotas à cidades como Caicó, Natal, Campina Grande, Mossoró.

### Meios de comunicação
A cidade não possui canais locais. Para quem não possui antena parabólica, existe o sistema de repetidora de sinal, onde os canais são retransmitidos de Natal. Os canais oferecidos neste sistema são: Globo, SBT e Record.
A cidade conta com serviços de telefonia celular, empresas como a Claro , TIM e Vivo estão atuando no município. São utilizadas antenas de grandes proporções, instaladas na cidade, cobrindo quase toda área rural do município.
Hoje os principais meios de informações utilizado pelos jardinenses são os blogs e o rádio. A cidade possui uma única emissora: Rádio Cabugi do Seridó.
O acesso a Internet é possível através de conexão por linha discada e banda larga,existindo na cidade,vários provedores e servidores.

### Segurança pública

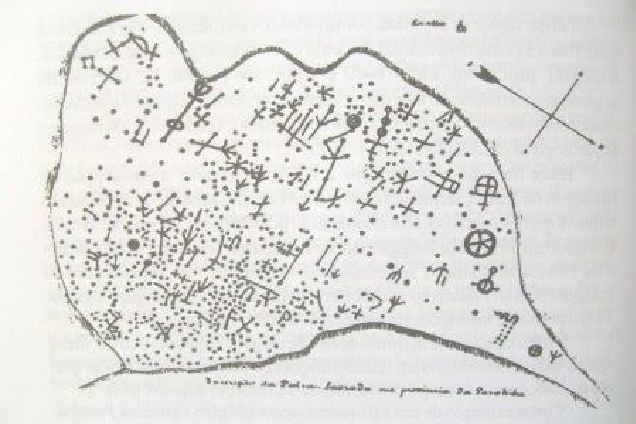

A cidade conta com uma Companhia de Policia Militar e com sua própria Guarda Municipal,que protege os bens, serviços e instalações municipais e reforça a segurança pública local.

## Cultura

### Atrativos turísticos
- Igreja de Nossa Senhora da Conceição: A igreja foi construída por descendentes do fundador da cidade, Antônio de Azevedo Maia, em 1824. Possui duas imponentes torres encimadas por bandeiras metálicas, uma de Nossa Senhora da Conceição e outra com as Armas do Império. No altar-mor, há uma imagem da padroeira da cidade, Nossa Senhora da Conceição, em tamanho natural.
- Praça Manoel Paulino: Antiga Praça Dr.José Augusto,foi totalmente reformada ,tendo início na última gestão do Prefeito Padre Jocimar Dantas (2012-2016),e concluida pelo seu Sucessor,Prefeito Amazan Silva (2016-).Originariamente sua primeira construção se deu nos anos da década de 1960,sendo revitalizada agora no século XXI .No seu novo visual arquitetônico,foi preservado o coreto,mas mudou-se o resto das instalações,sendo construídos 06 quiosques,novos canteiros,arcos deitados e outras inovações.Virou o point da cidade ,tomando o lugar do "canal".
- Santuário do Sagrado Coração de Jesus: Foi construído em estilo gótico, de 1888 a 1892, no ponto mais alto da cidade. Pode ser visto em toda a cidade. Possui em sua torre um relógio que até hoje serve para conferir a hora na cidade.
- Fóssil animal pré-histórico: No sítio Riacho Verde, em 1856, foi encontrado um fóssil. Para alguns pesquisadores, esse era de um rinoceronte, já para outros era de uma gigantesca tartaruga que existia na Região do Seridó, no período da Pré-História. O sítio é aberto à visitação e fica distante 24 km da sede do município.
- Inscrições Rupestres do Sitio Tanques: A cerca de 06 km da cidade,na referida propriedade pertencente hoje a "Dona Pretinha " e família,existe um  sitio arquelógico com várias inscrições rupestres em várias rochas nas margens de um pequeno açude,se destacando as figuras antropomórficas,de animais,plantas e algo muito semelhante a um calendário lunar ou solar.Algo que não se pode deixar de visitar.
- Museu Histórico Antônio de Azevedo Maia: Fica na Prefeitura Municipal,e tem um bom acervo.
- Barragem Passagem das Traíras: Açude localizado a caminho da BR-427 que liga Jardim do Seridó a Caicó.
- Açude Zangarelhas: Localizado a caminho da RN-088, que liga Jardim do Seridó a Parelhas.
- Rio Cobra: É um dos principais rios da cidade. Passa por lajedos escarpados, onde se descobre um pequeno lago de águas calmas e várias cachoeiras, conhecido como Poço da Moça,que se situa logo após um dos maiores reservatórios de água da cidade;o Açude Zangarelhas..
- Ponte da Pedra Lavrada: Obra arquitetônica construída em 1922,localizada no sitio Catururé, era na Propriedade do Sr.Chico Seráfico,por sobre as águas do Rio Seridó, de grande beleza, na época das cheias encanta os nativos e visitantes com a força das águas revoltas que descem da barragem na mesma propriedade.É um recanto muito aprazível,com imenso rochedos nas margens do rio.Hoje se situa no Assentamento agrário Catururé.
- Rio Seridó- Principal rio da cidade e região,nasce na Paraíba e passa por Jardim do Seridó,formando já neste município a barragem da pedra lavrada ,onde se situa a "Ponte de Zé de Basto" e abastece o Reservatório Passagem das Traíras ,que fornece água  para Jardim e Caicó.
- Solar Padre Justino-Grande Sobrado, construído pelos descendentes de Antonio Azevedo Maia II,e cuja fundação remonta a década de 1840.Atualmente está instalada a Prefeitura Municipal.
- Canal : Grande Obra arquitetônica feita para escoar as águas do Riacho que vem do Açude da Comissão,que atravessa toda a cidade até desembocar no rio seridó.Na metade do caminho no centro da cidade , se criou uma área de entretenimento com vários bares ,que hoje todos chamam "CANAL",em alusão ao referido,sendo esse um dos points da juventude  local.
- Casa do Rosário :Instalação que data do Século XIX,onde ficam hospedados a "Corte dos Negros do Rosário" durante o Mês de dezembro,em todos os anos.Tem um bom acervo de fotos antigas dessa irmandade e é bastante visitada por colégios locais e de  outras cidades.
- Casa de Cultura :Antiga cadeia Pública local,também preserva uma boa fração de documentos e fotos históricos da  urbe Seridoense.No seu átrio acontecem apresentações culturais.
- Açude Comissão :Este reservatório teve  sua construção no século XIX,após uma grande seca ,devido a uma verba- comissão  enviada pelo então Imperador do Brasil ,D.Pedro II.
- Praça da Saudade:Bela Praça construída em frente ao cemitério local.Se destaca pela sua bela arquitetura.
- Carnaval: Destaca-se este evento anual,pela alegria do  povo local,festeiro e receptivo.Tendo seus locais de ocorrência pública  ,noas arredores do "Canal" já falado antes e  na rua Cel .Felinto Elisio,ao lado da Praça Dr.José Augusto.
- Culinária :A Culinária Jardinense destaca-se pelas delicias que encantam o paladar do visitante ,que misturam influencias europeias , africanas e indígenas,como os  biscoitos finos,os tarecos, beijus, peixes no coco,o feijão de corda e o arroz de leite,o cuzcuz temperado,as carnes de carneiro,boi  "torradas" ao modo sertanejo,o picado de carneiro,as linguiças de carne de porco e gado,e agora até de frango,e os doces ,como doce de leite , caju,coco,e tantos outros.
- Feira Livre Municipal:Evento semanal onde ocorrem o comércio de vários produtos de origem local e de outras cidades,e que pode ser encarado como um evento social,isto que é o dia em que a população da zona rural vem a cidade para se abastecer de bens e insumos,e também vender seus produtos.Lá se  pode  encontrar desde vestuário popular,até comidas locais,frutas e verduras,redes,produtos plásticos , de couro,peixe e carnes,ferramentas e produtos importados,e até bares,enfim,está instalada num verdadeiro e grande  mercado público,que é o centro de abastecimento municipal.O ideal é que se chegue cedo a feira e se aprecie a cultura local.
- Centro de Abastecimento Municipal e Açougue Pùblico:Ao redor deles acontecem a feira ,e são amplos prédios ,reformados em 2015,e em ótimo estado.
- Banda de Música "Euterpe Jardinese": A filarmônica em atividade mais antiga do Rio Grande do Norte. São mais de 150 anos. Está instalada em sua sede na Rua Otávio Lamartine, perto da feira livre e, na opinião de muitos, é um dos maiores expoentes da cultura local, com suas retretas, alvoradas e desfiles, que, ao estilo de orquestra sinfônica, toca do popular ao erudito. Já ganhou vários prêmios no Estado do RN, e deveria ser prioridade da municipalidade local, tal a sua grandeza e beleza dos seus concertos.
- Fauna e Flora Local: Mesmo estando numa região do semiárido  brasileiro,a diversidade da  flora ,com suas cactaceas,faveleiras,juazeiros, pereiros,e craibeiras ,além da típica jurema,foma uma mata típica , como um cerrado,que serve de lar a muitos tipos de aves,mamíferos,e repteis ,que são abundantes nas caatingas locais.Nota-se que ainda não se teve atenção ao turismo de "trekking" nestas paisagens locais.

## Bairros
Jardim do Seridó é composta pelos seguintes bairros:
Aluísio Alves
Alto Baixo
Alto do Abrigo
Ana Cunha
Baixa da Beleza
Bandeira Branca
Bela Vista
Centro
Cohab
Comissão
Caixa D'água
Esplanada
Petrópolis
São João
Novo Horizonte
Patrício Júnior
Walfredo Gurgel
Matadouro
Luzia Leopoldina